# Andrea Doria (schip, 1953)
De Andrea Doria was een oceaanstomer van de Italian Line (Italia - Società di navigazione Italia), vooral bekend vanwege haar ondergang op 26 juli 1956. Het schip was vernoemd naar de Genuese admiraal Andrea Doria. Het ondernam zijn maiden voyage op 14 januari 1953. De Andrea Doria werd beschouwd als een van de veiligste Italiaanse schepen en maakte tijdens haar korte varende bestaan zo'n honderd reizen over de Atlantische Oceaan.

## De ramp
Op 17 juli 1956 was de Andrea Doria, met als kapitein Piero Calamai (1898-1972), uit Genua vertrokken voor een reis naar New York via Cannes, Napels en Gibraltar. Aan boord bevonden zich 1134 passagiers en 572 bemanningsleden. Verder vervoerde het schip een futuristische conceptauto, de Chrysler Norseman, gebouwd door de Italiaanse auto-ontwerper Ghia. Ook waren 50 Lancia's van het type Aurelia B24 Spider (ontwerp Pininfarina) aan boord (totale productie amper 240 stuks).
Acht dagen later, op 25 juli, raakte het schip zo'n vierhonderd kilometer ten oosten van New York en honderd kilometer ten zuiden van Nantucket in dichte mist verzeild. Een wat kleiner passagiersschip, de Stockholm (160 meter lang, bruto tonnenmaat 12.165 ton), dat onderweg was van New York naar Göteborg, boorde zich aan stuurboordzijde in de Andrea Doria. Bij de aanvaring verloren 46 passagiers het leven. Een kleuter raakte bij de redding dodelijk gewond en een passagier die zich erg had ingezet om anderen te redden, overleed de volgende dag aan een hartaanval. Onder de overlevenden was een vrouw, Linda Morgan, die bekend werd als de 'Miracle Girl', omdat zij bij de aanvaring vanuit de hut op de Andrea Doria waarin ze lag te slapen gelanceerd werd, maar veilig en relatief ongedeerd op het dek van de Stockholm belandde.
De Stockholm was weliswaar zwaar beschadigd, maar liep geen gevaar om te zinken. Na reparatie is het in 1948 gebouwde schip blijven varen tot 2020, sinds 2016 onder de naam Astoria. Het Italiaanse schip zonk echter in de vroege ochtend van 26 juli, elf uur na de aanvaring, en ligt nog steeds zeventig meter diep op de oceaanbodem. Het model van de Chrysler Norseman verdween mee in de golven en is nooit in productie genomen.
De Andrea Doria werd opgevolgd door de Leonardo da Vinci.